# Ivans Xtc
Pour plus de détails, voir Fiche technique et Distribution.
Ivans Xtc est un film américano-britannique réalisé par Bernard Rose, sorti en 2000.

## Fiche technique
- Titre : Ivans Xtc
- Réalisation : Bernard Rose
- Scénario : Bernard Rose et Lisa Enos d'après La Mort d'Ivan Ilitch de Léon Tolstoï
- Photographie : Bernard Rose et Ron Forsythe
- Montage : Bernard Rose
- Musique : Matt Schultz et Elmo Weber
- Pays d'origine : États-Unis - Royaume-Uni
- Date de sortie : 2000

## Distribution
- Danny Huston : Ivan Beckman
- Peter Weller : Don West
- Lisa Enos : Charlotte White
- Joanne Duckman : Marcia Beckman
- Angela Featherstone : Amanda Hill
- Caroleen Feeney : Rosemary Kramer
- Valeria Golino : Constanza Vero
- James Merendino : Danny McTeague
- Tiffani Thiessen : Marie Stein
- Victoria Silvstedt : Melanie
- Sarah Danielle Madison : Naomi
- Ira Newborn : Rabbin